# Audio-Technica

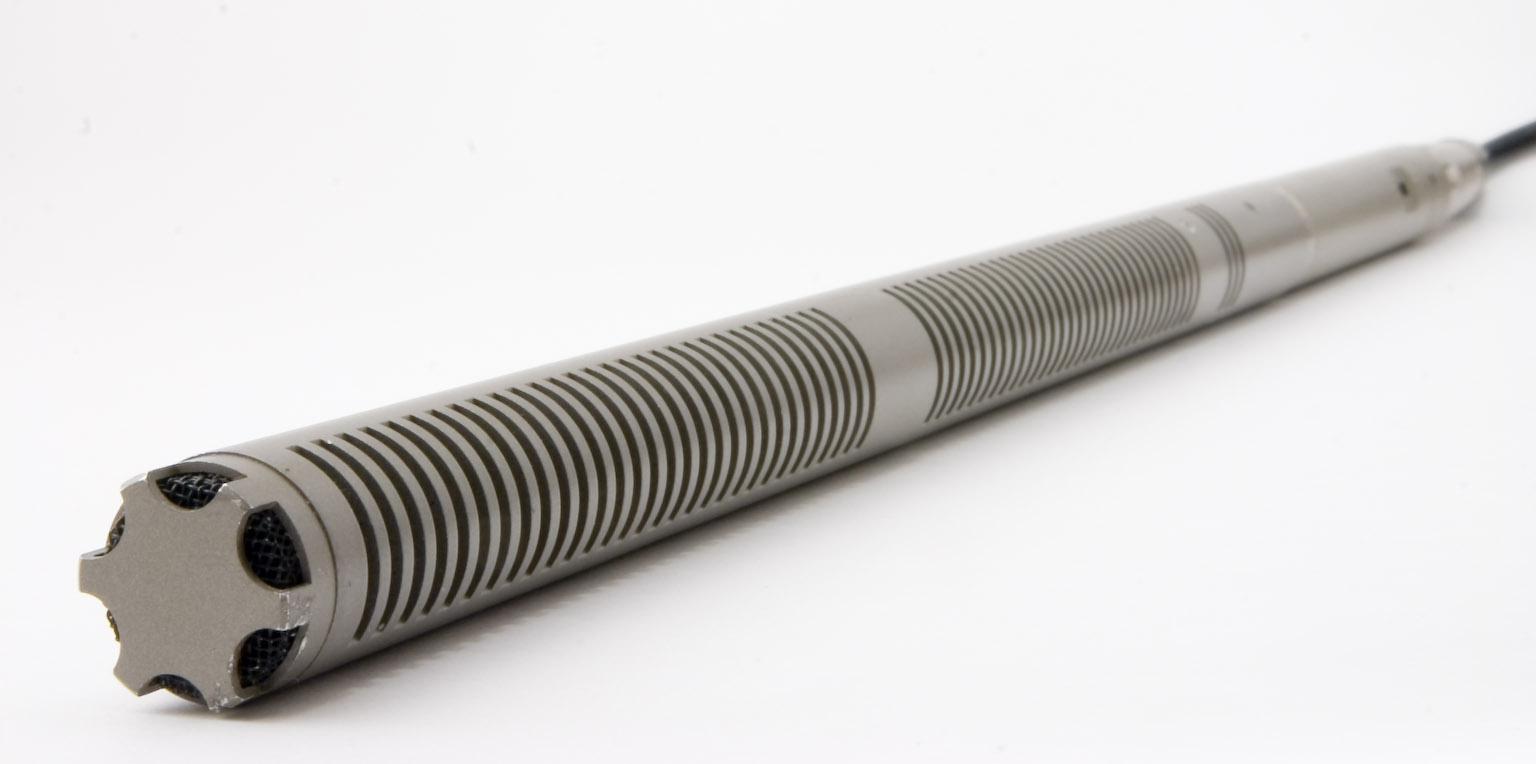
Мікрофон Audio-Technica AT815a

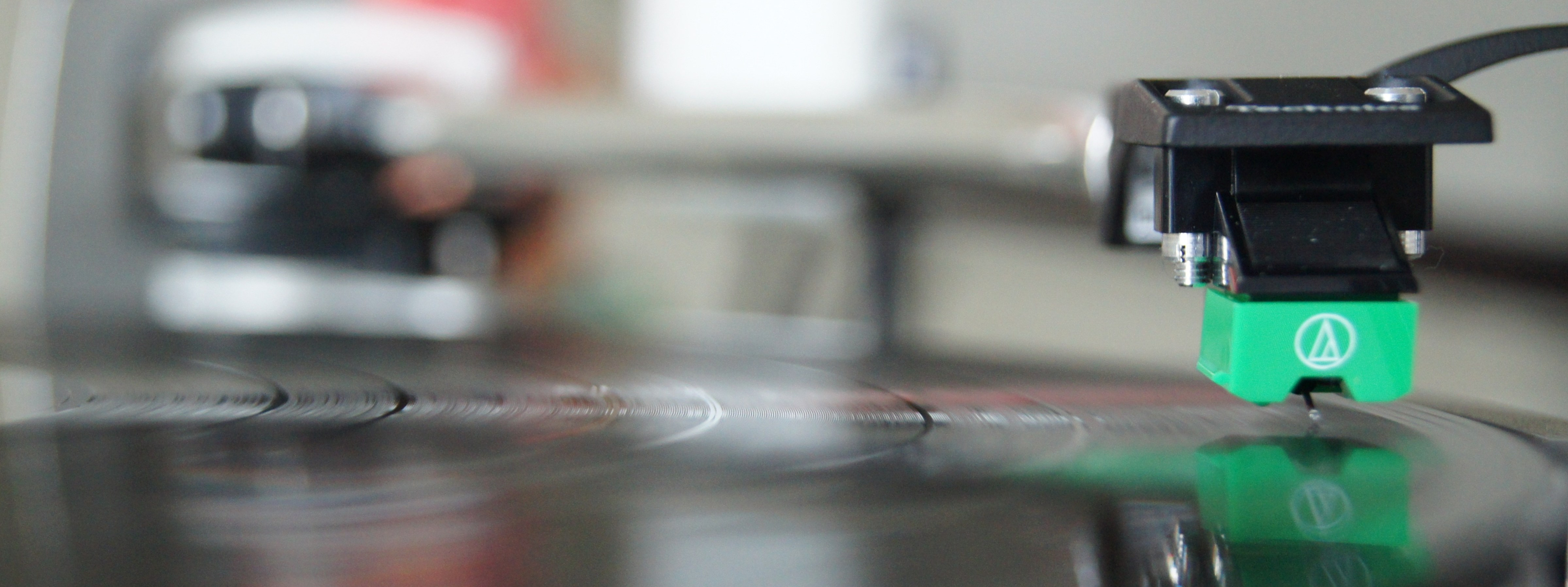
Звукознімач Audio-Technica AT-95E MM

Audio-Technica (яп. 株式会社オーディオテクニカ) — одна з провідних японських компаній у галузі виробництва високоякісного звукового обладнання. Заснована Хідео Мацусіта в 1962 році в Токіо. У перші роки свого існування Audio-Technica була відома як виробник звукознімачів для фонографів, сьогодні ж компанія створює навушники, мікрофони, бездротові системи, мікшери та електронні пристрої для домашнього і професійного використання. З повним асортиментом продукції Audio-Technica можна ознайомитися на міжнародному сайті компанії.
Також Audio-Technica займається поставками обладнання для великих спортивних заходів, таких як: Чемпіонат світу з футболу, Суперкубок з американського футболу, а також Олімпійські ігри в Атланті (1996 р.), Сіднеї (2000 р.), зимові ігри в Солт Лейк Сіті (2002 р.) і Афінах (2004 р.). Компанія має свої відділення в країнах Європи, Сінгапурі, Гонконзі.